# Radenice
Radenice (německy Radenitz) jsou obec v okrese Žďár nad Sázavou v Kraji Vysočina. Žije zde 170 obyvatel.

## Název
Na vesnici bylo přeneseno původní pojmenování jejích obyvatel Raděnici, které bylo odvozeno od osobního jména Raděn (což byla domácká podoba některého jména obsahujícího -rad-, např. Radbor, Radimír, Radslav, Bolerad, Domarad ad.) a znamenalo "Raděnovi lidé". Od 19. století je jméno zapisováno jako Radenice, a to buď vlivem německé podoby jména nebo přikloněním k obecnému radnice.

## Historie
První písemná zmínka o obci pochází z roku 1481 (Radimicze).

## Obyvatelstvo
| Rok            | 1869 | 1880 | 1890 | 1900 | 1910 | 1921 | 1930 | 1950 | 1961 | 1970 | 1980 | 1991 | 2001 | 2011 | 2021 |
| -------------- | ---- | ---- | ---- | ---- | ---- | ---- | ---- | ---- | ---- | ---- | ---- | ---- | ---- | ---- | ---- |
| Počet obyvatel | 204  | 193  | 192  | 187  | 167  | 186  | 187  | 176  | 183  | 188  | 191  | 144  | 157  | 154  | 173  |
| Počet domů     | 40   | 38   | 41   | 39   | 41   | 38   | 37   | 42   | 40   | 48   | 48   | 52   | 57   | 59   | 62   |

## Obecní správa
Mezi lety 1850–1886 Radenice patřily jako osada obce k Horním Borům v okrese Velké Meziříčí. Od roku 1887 jsou obcí v okrese Velké Meziříčí (1887–1950) a později v okrese Žďár nad Sázavou.

### Obecní symboly
Znak a vlajka byly obci uděleny rozhodnutím předsedy Poslanecké sněmovny Parlamentu České republiky dne 9. prosince 2015.

## Pamětihodnosti
- kaple svatého Antonína
- pomník padlým
- kříž u čp. 41

## Galerie

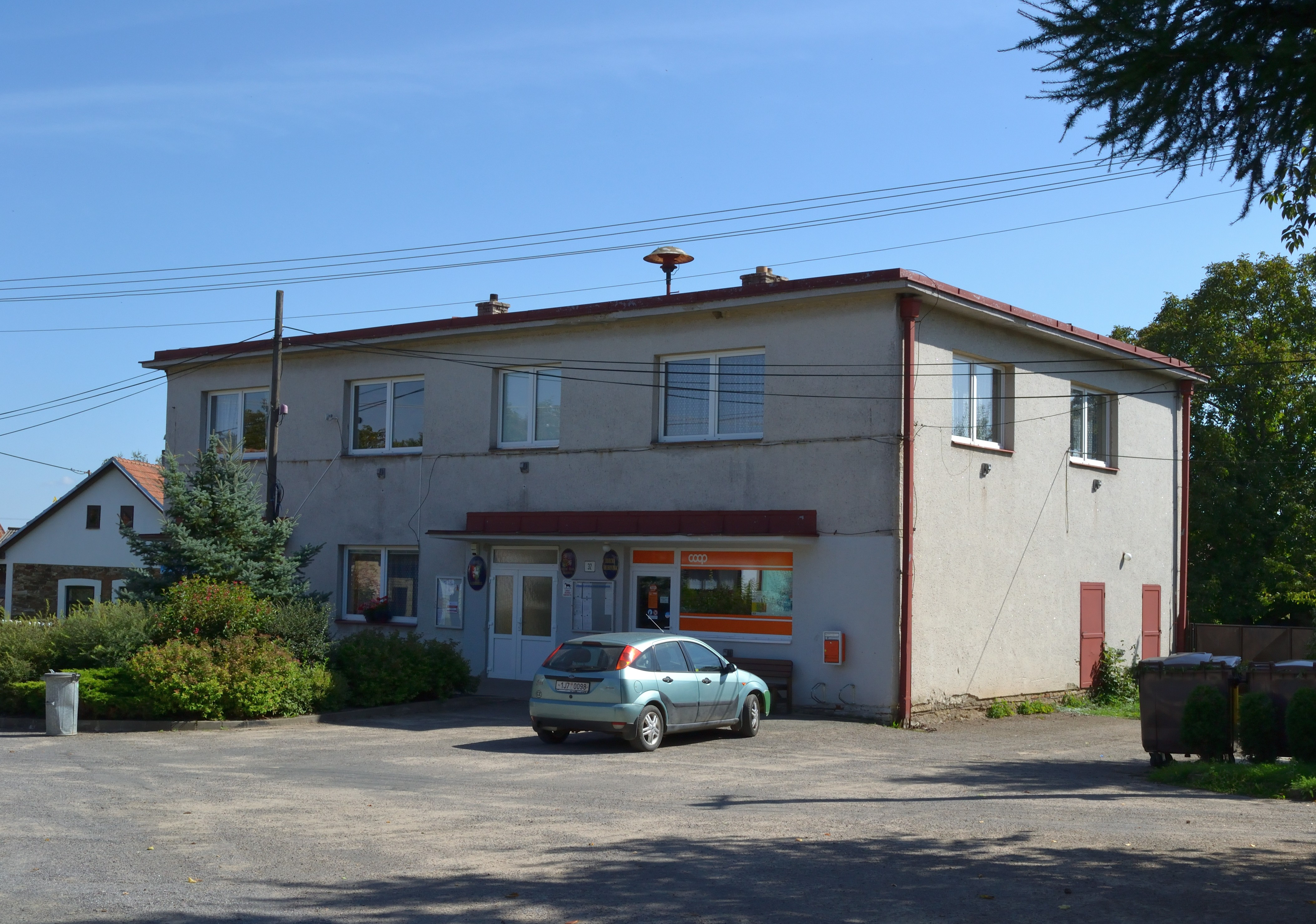
Obecní úřad, obchod a hasičská zbrojnice
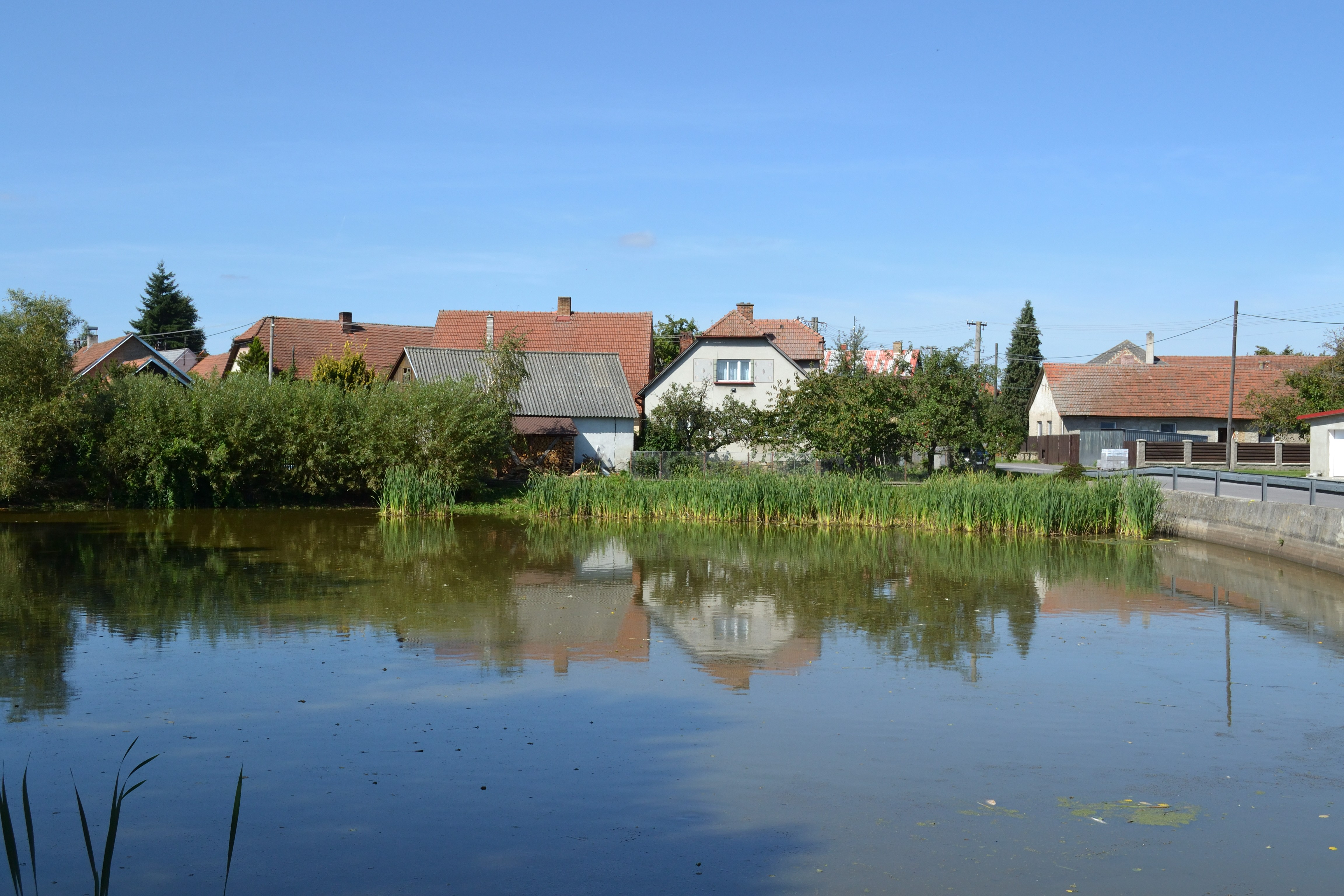
Rybník ve východní části
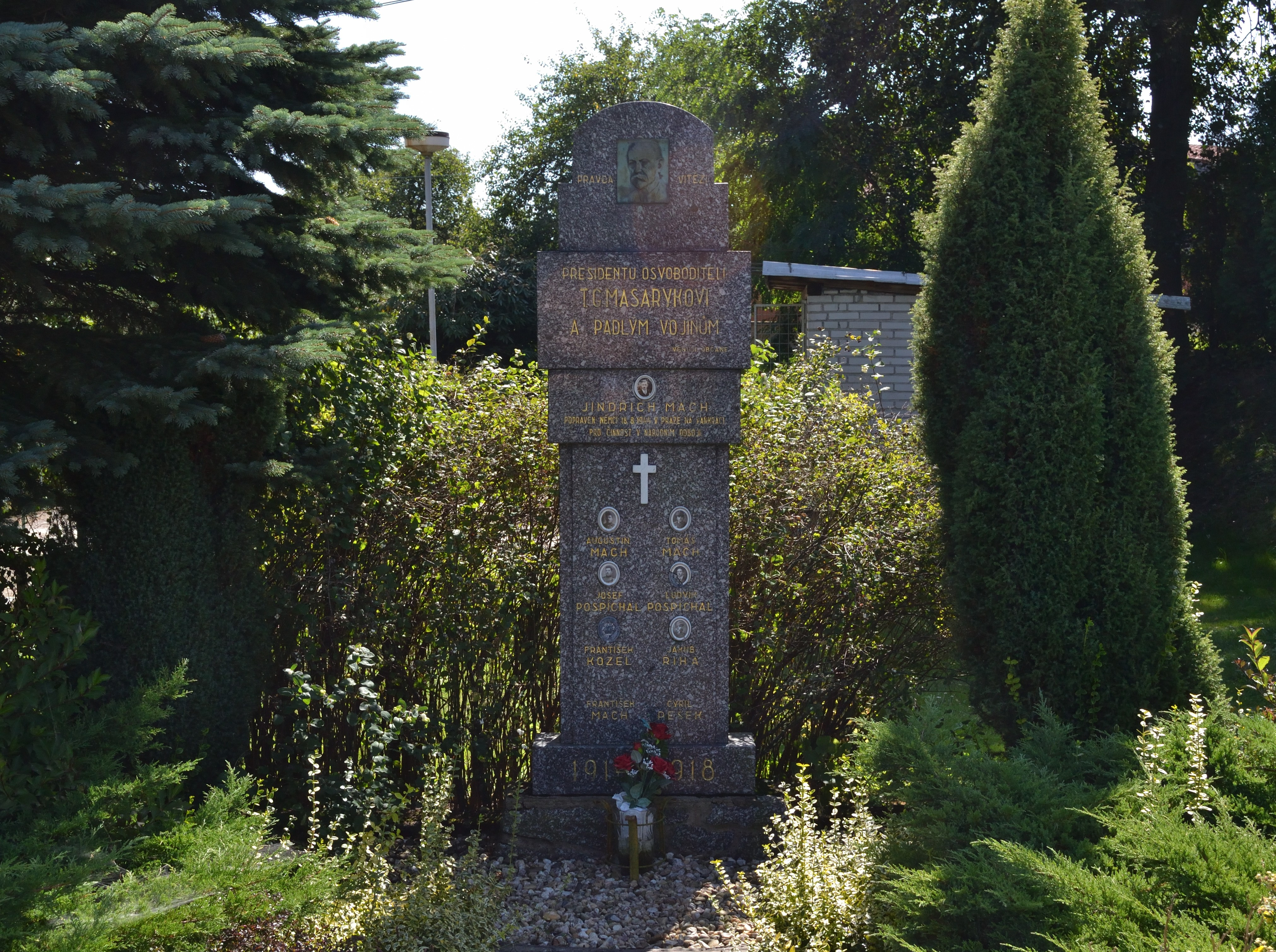
Pomník padlým
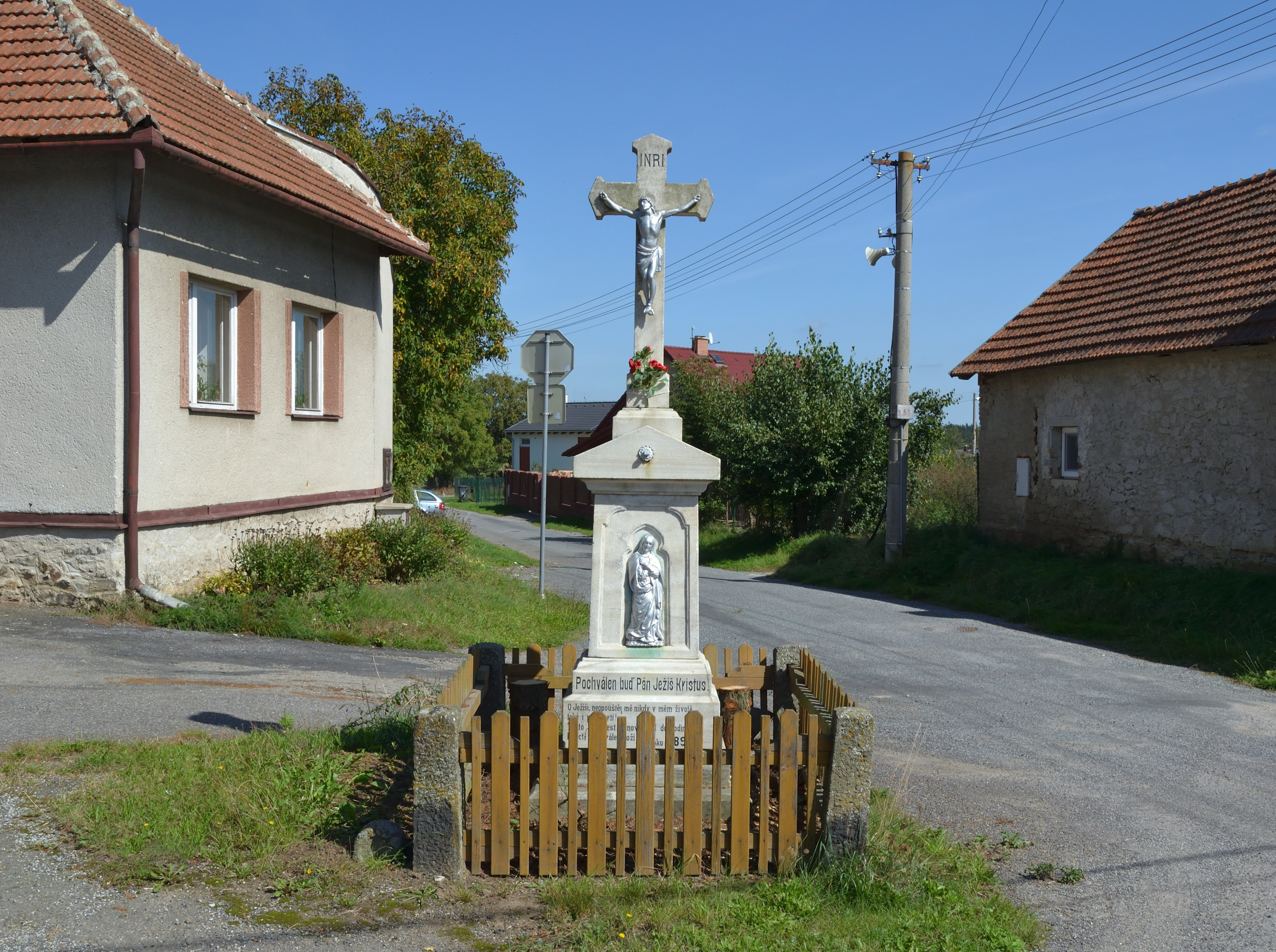
Kříž u čp. 41